# Slaget vid Torviolli
Slaget vid Torviolli var ett slag som stod 29 juni 1444 vid Torviolli i Albanien, mellan den albanske hövdingen Skanderbeg och den osmanske kommendören Ali Pascha. Skanderbeg stod som segrade i slaget.
Den 29 juni 1444 marscherade en osmansk armé på 25 000 man, under kommendören Ali Pascha, ned till Torviolli, som ligger mellan städerna Librazhd och Pogradec. Skanderbeg, redan informerat om osmanernas intåg på det albanska territoriet, mobiliserade sina 10 000 albanska trupper och delade in dem i tre grupper för att i olika riktningar gå till motangrepp mot den osmanska armén. Då Ali Pascha trodde att han fångat albanerna i en fälla dök albanska trupper upp från gömställen i skogen och omringade den osmanska armén. Ali Pascha och osmanerna besegrades och var tvungna att vända. 7 000 osmaner och 500 albaner stupade i slagfältet och 5 000 osmaner tillfångatogs.
Slaget vid Torviolli var det första slag som Skanderbeg och albanerna vann över osmanerna. Flera länder i Europa blev överraskade över albanernas seger och utlovade stöd och hjälp, bland annat påven Eugenius IV.